# کومان‌ها

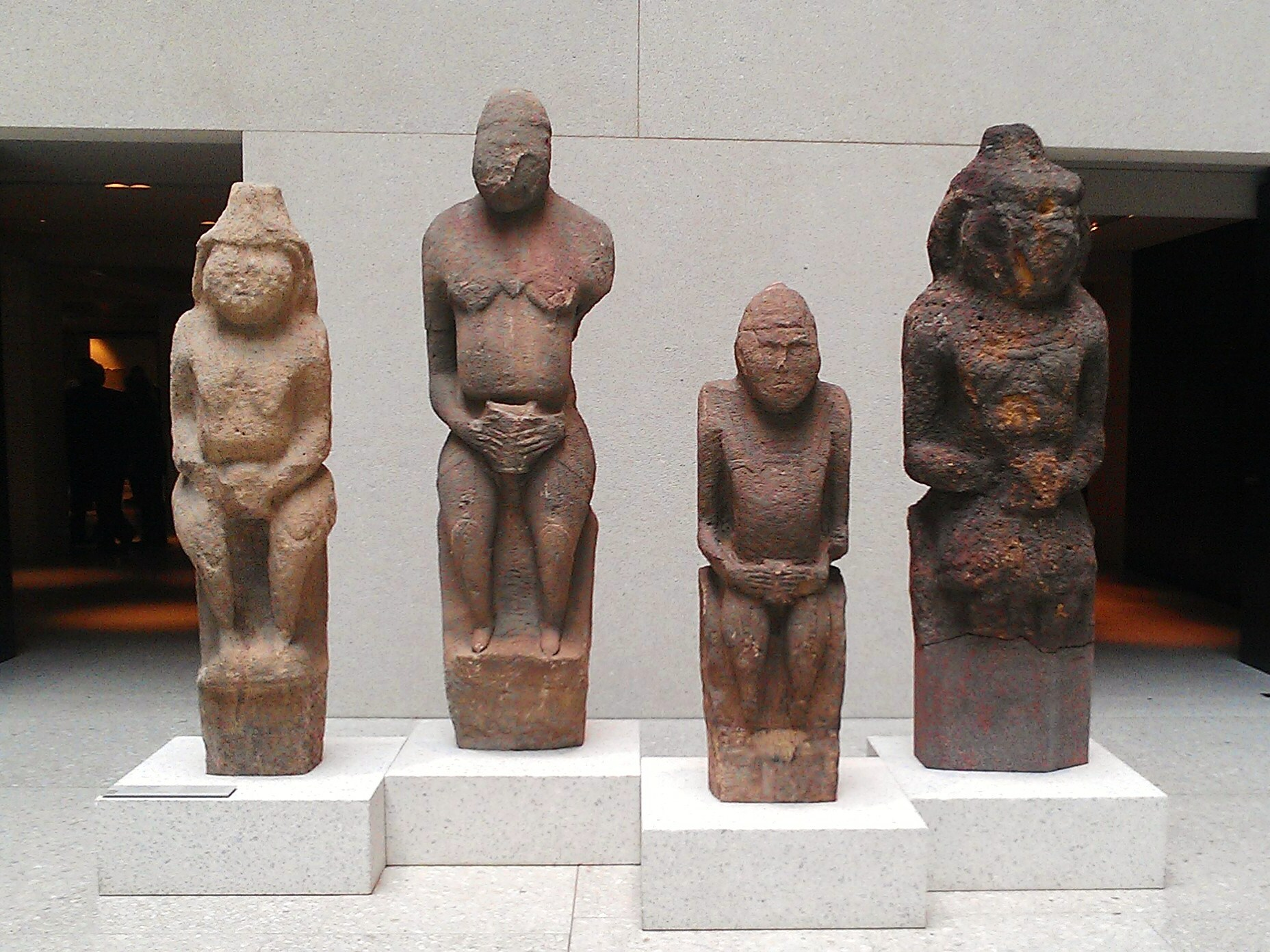
تندیس‌های سنگی کومان‌ها، یافت‌شده در اوکراین

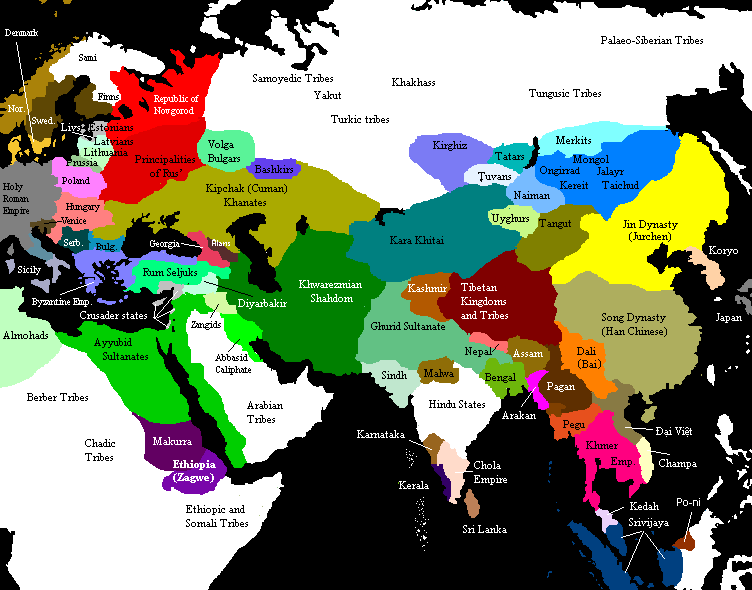
نقشه قلمرو کشورها اندکی قبل از ظهور امپراتوری مغول

کومان‌ها مردمانی با تبار ترک قبایلی و کوچ نشین و چادرنشین بودند. اینان زمانی با قبچاق‌ها در سرزمین دشت قبچاق هم پیمان بودند. همزمان با تاخت و تاز مغول در سدهٔ سیزدهم میلادی بسیاری از آنان به بلغارستان و مجارستان کوچیدند. پیش از مغول نیز آنان به مجارستان، دومین پادشاهی بلغارستان و آناتولی مهاجرت کرده بودند. آنان مردمانی جنگجو بودند که بازتاب این نکته در قفقاز و پادشاهی خوارزمشاهیان دیده می‌شد. زیستگاه آنان در دشت قپچاق در شمال دریای سیاه و در راستای رود ولگا بود و ایشان با پچنگ‌ها پیوند داشتند.
خاستگاه دقیق آنان روشن نیست. برخی گزارش‌ها آنان را مردمانی سپیدرو با موهای روشن و چشمانی آبی خوانده‌اند. گروهی از پژوهشگران می‌پندارند خاستگاه آنان شاید از جنوب سیبری بوده‌باشد. در آینده فرزندان کومان‌ها در کنار قبچاق‌ها در سلطنت مملوک نقش بازی‌کردند.

## شیوه زندگی
کومان‌ها شمن‌باوری و تنگری‌باوری داشتند. آیین‌های خاکسپاری اینان به خاک سپردن داشته‌های ارزشمند درگذشته مانند اسب (همچون سکاها)، شمشیر و گاه خدمتکار یا برده‌اش بود. از سدهٔ سیزدهم مسیحیت میان کومان‌ها رواج‌یافت. کومان‌ها مردمانی دام‌پرور بودند و اسب یکی از پایه‌های برجسته زندگی و فرهنگ آنان بود.